# Look Pleasant, Please (film 1921)
Look Pleasant, Please è un cortometraggio muto del 1921 diretto da Craig Hutchinson.

## Produzione
Il film fu prodotto dalla Star Comedy (Universal Film Manufacturing Company).

## Distribuzione
Distribuito dall'Universal Film Manufacturing Company, il film - un cortometraggio di una bobina - uscì nelle sale cinematografiche USA il 19 settembre 1921.